# Burianosaurus
Burianosaurus ist eine Gattung von kleinwüchsigen Vogelbeckensauriern aus der Gruppe der Ornithopoda. Die einzige bekannte Art der bislang monotypischen Gattung ist Burianosaurus augustai aus dem Oberen Cenomanium des Böhmischen Kreidebeckens von Kutná Hora in Tschechien.

## Forschungsgeschichte und Etymologie
Im Jahr 2003 entdeckte Michal Moučka in einem aufgelassenen Steinbruch nördlich der Ortschaft Nová Lhota fossile Knochenreste. Sein Fund wurde 2005 als die Überreste eines kleinen Ornithopoden identifiziert und repräsentierte damit die ersten Körperfossilien eines Dinosauriers aus Tschechien. Die Gesteine, die in dem ehemaligen Steinbruch abgebaut worden waren, sind Teil der Peruc-Korycany-Formation, die in das obere Cenomanium gestellt wird. Moučkas Fund war damit gleichzeitig auch der erste Nachweis eines Dinosauriers aus dieser Stufe der Oberkreide in Mitteleuropa.
Im Jahr 2017 wurde der Fund durch Daniel Madzia, Clint A. Boyd und Martin Mazuch neu bewertet und in einer Erstbeschreibung als neue Gattung Burianosaurus mit der Typusart Burianosaurus augustai festgelegt.
Der Gattungsname Burianosaurus ehrt den tschechischen Paläokünstler Zdeněk Burian in Kombination mit der Endung -saurus, (Latein für „Echse“). Der Artzusatz augustai nimmt Bezug auf den tschechischen Paläontologen Josef Augusta. Für beide Namenspatrone werden in der Erstbeschreibung insbesondere deren Leistungen in der populärwissenschaftlichen Aufbereitung paläontologischer Themen hervorgehoben.

## Fossilbeleg und Alterseinstufung des Fundes
Der Fossilfund von 2003 umfasst im Wesentlichen einen einzelnen, linken Oberschenkelknochen (Holotypus NMP Ob 203; ehemals IGP MZHLZ/2003/1) sowie einige nicht näher bestimmbare Knochenfragmente. Der Oberschenkelknochen ist weitgehend vollständig und gut erhalten. Auf der Oberfläche des Knochens lassen sich Bissmarken feststellen, die vermutlich auf Haie zurückzuführen sind.
Der Fund stammt aus feinkörnigen Sandsteinen („Korycany-Schichten“) in den hangenden Anteilen der Peruc-Korycany-Formation, die als Strandsande interpretiert werden. Die Fundschicht lässt sich biostratigraphisch der Inoceramen-Zone von Inoceramus pictus-Inoceramus pictus bohemicus und/oder möglicherweise auch der unteren Metoicoceras-geslinianum-Ammoniten-Zone zuordnen, was einer Einstufung in das Obere Cenomanium entspricht. Das Alter der Fossilien lässt sich dementsprechend mit weniger als 100,5 Ma (Beginn des Cenomaniums) bis maximal 93,9 Ma (Grenze Cenomanium/Turonium) angeben.

## Merkmale

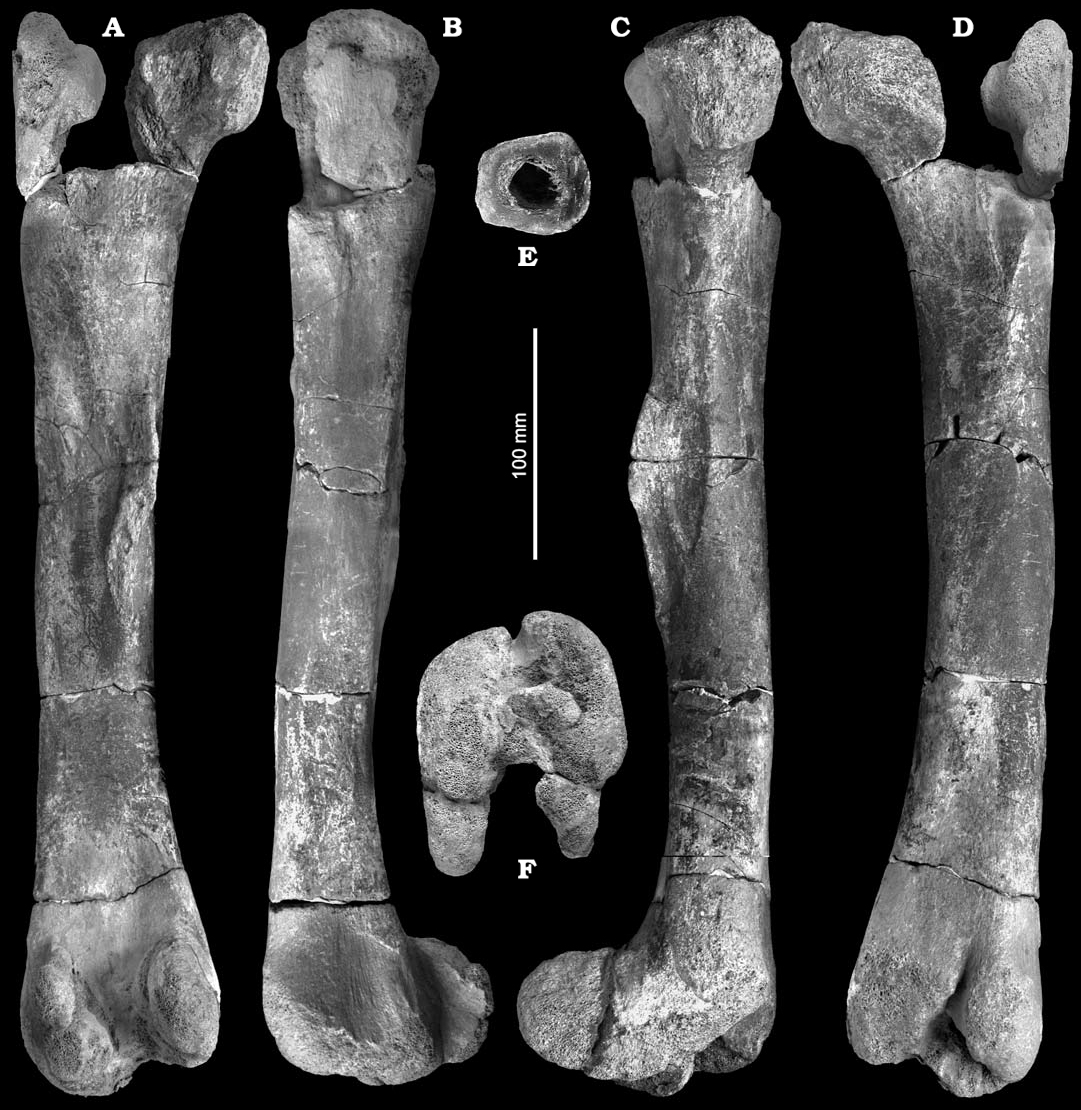
Holotypus NMP Ob 203 von Burianosaurus augustai in verschiedenen Ansichten.

Die Merkmalsbeschreibung folgt, sofern nicht anders angegeben, der Erstbeschreibung durch Madzia et al., 2017. In Klammer eingefügte Großbuchstaben beziehen sich auf die unterschiedlichen Ansichten in nebenstehender Abbildung.
Der Oberschenkelknochen von Burianosaurus weist eine Länge von rund 40 cm auf und histologische Untersuchungen am Knochengewebe deuten darauf hin, dass er nicht von einem Jungtier, sondern wahrscheinlich von einem jungen Adulttier stammt. Die Länge des Knochens entspricht damit einerseits etwa 40 % des Oberschenkelknochens eines adulten Iguanodon (Gesamtkörperlänge rund 8 m) und ist andererseits etwa doppelt so lang wie der entsprechende Knochen eines adulten Mochlodon vorosi (Gesamtkörperlänge etwa 1,6–1,8 m). Oberschenkelknochen vergleichbarer Länge sind von der Gattung Zalmoxes bekannt, für deren subadulte Individuen von einer Gesamtkörperlänge von etwa 2–3 m ausgegangen werden kann.
Abgesehen von der Größe unterscheidet sich der Holotypus von Burianosaurus durch einige Merkmale, die einzeln zwar auch bei anderen Ornithopoden auftreten können, in Kombination miteinander jedoch einzigartig sind. Die generelle Form des Knochens lässt sich als grazil beschreiben (der Schaftdurchmesser beträgt weniger als 15 % der Gesamtlänge des Oberschenkelknochens), ähnlich wie bei Eousdryosaurus. Der Schaft ist sowohl in lateraler (B) als auch medialer Ansicht (C) gerade, wie bei Zalmoxes. Im Unterschied zu den Dryosauridae liegt die Ansatzstelle des Musculus caudofemoralis longus (tränenförmige Delle in (C), etwa in der Mitte des Schaftes) an der Basis des Vierten Trochanters (in (A) und (C) der kammartige Fortsatz am Schaft). Die Gelenkknorren am distalen Ende (zum Kniegelenk hin; in (A), (B), (C) und (D) jeweils unten) ragen in medialer Ansicht (C) anterior (in (C) rechts) nicht über den Schaft hinaus. Auf der anterioren Seite (D) zeigt sich am distalen Ende, zwischen den beiden Gelenkknorren, eine schmale, tief eingeschnittene Rille („intercondylar extensor groove“) für die Aufnahme der Endsehne des Oberschenkel-Extensors. Die Fossa intercondylaris („intercondylar flexor groove“) ist breit, tief und vollständig geöffnet (F), was bedeutet, dass die Gelenkknorren an ihren Enden keine Verdickungen aufweisen, welche die Fossa intercondylaris teilweise wieder umschließen würden.

## Systematik
Oldřich Fejfar und Co-Autoren identifizierten 2005 das Fossil in einer ersten Beschreibung als Überrest eines nicht näher bestimmbaren Vertreters der Iguanodontidae.
Eine im Rahmen der Erstbeschreibung durchgeführte phylogenetische Analyse zeigte Burianosaurus als Schwestertaxon der Iguanodontia innerhalb der Ornithopoda, eine Position, die bei der Analyse im Wesentlichen durch die annähernd mittige Lage des vierten Trochanters am Schaft des Oberschenkelknochens bestimmt wurde. Burianosaurus unterscheidet sich von den Iguanodontia jedoch durch den grazilen Aufbau des Oberschenkelknochens in Kombination mit einer vollständig geöffneten Fossa intercondylaris, wobei ein teilweises Schließen der Fossa intercondylaris durch Verdickungen an den Enden der distalen Gelenkknorren von den Autoren als Synapomorphie der Iguanodontia gewertet wird.
Die Gattung liegt damit innerhalb einer Klade (Iguanodontia + Burianosaurus + Elasmaria), die durch das gemeinsame Merkmal einer „intercondylar extensor groove“ charakterisiert ist.

## Palökologie
Mitteleuropa bestand während der oberen Kreidezeit aus einer Ansammlung von größeren und kleineren, weitgehend voneinander isolierten Inseln („Europäischer Kreide-Archipel“). nachdem ab dem Mittleren Cenomanium erneut eine Transgressionsphase eingesetzt hatte, bildeten die Gebiete der Böhmischen Masse und des Rheinischen Schiefergebirges die größte zusammenhängende Landmasse Mitteleuropas („Rheinisch-Böhmische Insel“). Nordöstlich davon bildeten die Ostsudeten eine weitere, etwas kleinere Insel. Im Meeresarm dazwischen („Böhmisches Kreidebecken“) befanden sich mehrere kleinere Inseln, darunter auch bei Kutná Hora. Alle diese Landmassen und Inseln kommen als möglicher Lebensraum von Burianosaurus in Frage.
Über die Fauna dieser mitteleuropäischen Inseln des Cenomaniums ist fast nichts bekannt. Ihre Vegetationsdecke lässt sich hingegen auf Basis zahlreicher Pflanzenfunde aus annähernd zeitgleich abgelagerten Peruc-Schichten der Peruc-Korycany-Formation relativ detailliert rekonstruieren und verschiedenen Habitaten zuordnen. In den Salzmarschen entlang der Küsten dominierte die strauchartig wachsende Konifere Frenelopsis alata zusammen mit der blättertragenden Gingkopflanze Eretmophyllum obtusum, dem zwergwüchsigen Nacktsamer Dammarites albens sowie möglicherweise auch der Gnetales-Art Pseudoasterophyllites cretaceus. In den Auensümpfen dominierten Zypressengewächse wie Cunninghamites lignitum, Quasisequoia crispa oder Sequoia heterophylla, während die etwas trockeneren Schwemmebenen mit Bedecktsamigen Pflanzen wie Platanus laevis, Myrtophyllum geinitzii oder Debeya coriacea bewachsen waren.
Die Paläoflora der Peruc-Korycany-Formation lässt auf ein mesothermes, semihumides subtropisches Klima im Lebensraum, von Burianosaurus schließen. Die mittlere Jahrestemperatur kann mit etwa 17–20 °C angegeben werden, die mittlere Jahresniederschlagsmenge mit ca. 1400 mm. Die Vegetationsperiode erstreckte sich vermutlich über 9,5–10,5 Monate.
Burianosaurus war wahrscheinlich, wie alle Vertreter der Ornithopoda, ein reiner Pflanzenfresser. Als mögliche Weidegründe kommen zum Beispiel Salzmarschen mit monodominanten Beständen von Frenelopsis in Frage. Die weichen und saftigen Zweige dieser Pflanzengattung ähnelten jenen der rezenten Queller (Salicornia), mit denen sie jedoch nicht verwandt ist.